# Teresa (telenovela 1989)
Teresa è una telenovela messicana prodotta da Lucy Orozco per Televisa e trasmessa su Las Estrellas dal 1989 al 1991.
Nel cast è presente Salma Hayek, al suo primo ruolo televisivo. La serie è un remake della telenovela omonima del 1951 con Maricruz Olivier nel ruolo di Teresa. Nel 2010, Televisa ha prodotto un'altra fiction intitolata Teresa con Angelique Boyer, la cui storia si ispira in parte alla telenovela originale.

## Trama
Teresa Martínez è una ragazza bellissima e intelligente che vive in un quartiere molto povero. È disposta a tutto pur di uscire da quella condizione opprimente nella quale sua sorella sembra essersi abituata. Consapevole delle sue doti seduttive, decide di sfruttarle per entrare a far parte del mondo dei ricchi. Il suo obiettivo è conquistare Raúl Solórzano, il cugino di una ricca compagna di classe di nome Aurora. Raúl è un milionario nevrotico con tendenze suicide. Davanti a lui, Teresa finge di essere ricca ma Raul scopre presto la verità attraverso Aurora. Nonostante la mancanza di sincerità, Raul resta folgorato dalla bellezza di Teresa e si innamora perdutamente di lei. I genitori di Aurora conoscono Raul e non se la sentono di opporsi alla loro relazione, temendo che possa commettere suicidio. Ma ciò che all'inizio per Teresa poteva sembrare una via di fuga dai problemi, in realtà si trasforma in una gabbia di paura e solitudine.

## Premi
- Premi El Heraldo de México 1989
  - premio alla miglior rivelazione femminile a Salma Hayek
- Premi TVyNovelas 1990
  - premio alla migliore telenovela
  - premio alla miglior rivelazione femminile a Salma Hayek
  - premio alla migliore attrice a Patricia Reyes Spíndola
  - candidatura alla miglior rivelazione maschile a Rafael Rojas
  - candidatura alla miglior giovane attrice a Patricia Pereyra
  - candidatura al miglior giovane attore a Miguel Pizarro
  - candidatura al miglior attore bambino a Oscar Vallejo